# Klarinettenquintett
Das Klarinettenquintett ist eine Formation in der Kammermusik, die sich aus einer Klarinette und einem Streichquartett, also zwei Violinen, Bratsche und Violoncello zusammensetzt.

## Werke
(nach ihrer Entstehungszeit geordnet)

### 1789–1800
- Wolfgang Amadeus Mozart (1756–1791):  Klarinettenquintett A-Dur KV 581 („des Stadlers Quintett“, Originalfassung für Bassettklarinette und Streichquartett, 1789)

### 1801–1850
- Giacomo Meyerbeer (1791–1864): Klarinettenquintett Es-Dur (1813)
- Carl Maria von Weber (1786–1826): Klarinettenquintett B-Dur op. 34 (J. 182, 1815)
- Anton Reicha (1770–1836): Klarinettenquintette B-Dur op. 89 (1820) und F-Dur op. 107 (1821–26; auch für Oboe und Streichquartett)
- Heinrich Joseph Baermann (1784–1847): Klarinettenquintett Es-Dur op. 23 Nr. 3 (nach 1820[?]; auch als Konzert für Klarinette und Orchester)

### 1851–1900
- Ferruccio Busoni (1866–1924): Suite für Klarinettenquintett (KiV 176, 1880)
- Johannes Brahms (1833–1897): Klarinettenquintett h-Moll op. 115 (1891)
- Samuel Coleridge-Taylor (1875–1912): Klarinettenquintett fis-Moll op. 10 (1896)

### 1901–1950
- Henri Marteau (1874–1934): Klarinettenquintett c-Moll op. 13 (1906)
- Joseph Holbrooke (1878–1958): Klarinettenquintette d-Moll op. 27 Nr. 1 und G-Dur (Fate) op. 27 Nr. 2 (1910)
- Arthur Somervell (1863–1937): Klarinettenquintett G-Dur (1913)
- Max Reger (1873–1916): Klarinettenquintett A-Dur op. 146 (1916)
- Robert Fuchs (1847–1927): Klarinettenquintett Es-Dur op. 102 (1917)
- Herbert Howells (1892–1983): Rhapsodic Quintet (1919)
- Ewald Sträßer (1867–1933): Klarinettenquintett op. 34 (1920)
- Paul Hindemith (1895–1963): Klarinettenquintett op. 30 (1923)
- Günter Raphael (1903–1960): Klarinettenquintett F-Dur op. 4 (1924)
- Arthur Bliss (1891–1975): Klarinettenquintett (1932)
- Gordon Jacob (1895–1984): Klarinettenquintett g-Moll (1939)
- Ilse Fromm-Michaels (1888–1986): Musica Larga (1944)
- Ernst Hermann Meyer (1905–1988): Klarinettenquintett (1944)
- Johanna Senfter Klarinettenquintett B-Dur op. 119 (1950)

### 1951–2000
- Josef Schelb (1894–1977): Quintett für Klarinette, 2 Violinen, Viola und Violoncello (1954)
- Anders Eliasson (1947–2013): Ombra för klarinett och stråkkvartet (Schatten für Klarinette und Streichquartett) (1980)
- Robert Simpson (1921–1997): Klarinettenquintett (1968); Quintett für Klarinette, Bassklarinette und Streichtrio (1983)
- Krzysztof Meyer (* 1943): Klarinettenquintett (1986)
- Isang Yun (1917–1995): Quintett I (1984), Quintett II (1994)
- Helmut Eder (1916–2005): Klarinettenquintett op. 77 (1986)
- Edisson Denissow (1929–1996): Klarinettenquintett (1987)
- Tristan Keuris (1946–1996): Klarinettenquintett (1988)
- Magnus Lindberg (* 1958) Quintett für Klarinette, 2 Violinen, Viola und Violoncello (1992)
- Helmut Bieler (1940–2019): Klarinettenquintett (1993)
- Kimmo Hakola (* 1958): Klarinettenquintett (1997) (für Klarinette in C und Streichquartett)
- Kalevi Aho (* 1949): Quintett für Klarinette und Streichquartett (1998)

### Ab 2001
- Waldram Hollfelder (1924–2017): Eskapaden für Klarinettenquintett (UA 2002)
- Wolfgang Rihm (1952–2024): Vier Studien zu einem Klarinettenquintett (2002)
- Charles Uzor (* 1961): a chantar … (2003/04; für Klarinette / Bassklarinette, Streichquartett und Tonband)
- Theo Brandmüller (1948–2012):  Geheime Botschaften (2012)
- Hannes Pohlit (* 1976): Nel Fiume eterno für Bassettklarinette und Streichquartett (2016)
- Philipp Ortmeier (* 1978): Auf schmalem Grat (2018)